# Villa Constitución
Die argentinische Stadt Villa Constitución ist die Hauptstadt des Departamento Constitución im Süden der Provinz Santa Fe. Zum Zeitpunkt der Volkszählung 2012 wohnten hier 44.000 Einwohner. Die Stadt wurde 1858 gegründet.
Über die 5 km südlich verlaufende Straße Ruta Nacional 9 ist es mit der 250 km entfernten Hauptstadt Buenos Aires verbunden.

## Söhne und Töchter
- Sergio Berti (* 1969), Fußballspieler
- Juan Pablo Carrizo (* 1984), Fußballtorwart
- Claudio Pablo Castricone (* 1958), römisch-katholischer Geistlicher, Weihbischof in Orán
- Leandro Garate (* 1993), Fußballspieler